# Тритон (спутник)
Трито́н (др.-греч. Τρίτων) — крупнейший спутник Нептуна, открытый английским астрономом Уильямом Ласселом 10 октября 1846 года. Седьмой по величине спутник Солнечной системы и единственный крупный спутник Солнечной системы с ретроградным движением по орбите. Из-за ретроградного движения и схожести состава с Плутоном считается захваченным из пояса Койпера.
Предполагается, что Тритон имеет массивное каменно-металлическое ядро, составляющее до 2/3 его общей массы, окружённое ледяной мантией с коркой водяного льда и слоем азотного льда на поверхности. Содержание водяного льда в составе Тритона оценивается от 15 до 35 %.
Тритон — один из немногих геологически активных спутников в Солнечной системе. О его сложной геологической истории свидетельствуют следы тектонической активности, замысловатый рельеф и многочисленные криовулканы, извергающие азот. Давление разреженной азотной атмосферы составляет около 1/20000 от давления земной атмосферы на уровне моря.

## Открытие и наименования
Тритон был открыт английским астрономом Уильямом Ласселом 10 октября 1846 года, спустя 17 дней после открытия планеты Нептун.
После обнаружения планеты немецкими астрономами Иоганном Готтфридом Галле и Генрихом Луи д’Арре, Джон Гершель написал Уильяму Ласселу письмо с предложением попробовать найти у Нептуна спутники. Лассел занялся этим и уже спустя 8 дней открыл Тритон. Лассел также утверждал, что наблюдал у Нептуна кольца. И хотя кольца у планеты действительно есть, официально они были открыты лишь в 1968 году, поэтому заявление Лассела о наблюдении колец подвергается сомнению.
Спутник был назван в честь древнегреческого бога Тритона, сына Посейдона. Несмотря на то, что Уильям Лассел участвовал в спорах о названии тех или иных спутников планет (Гипериона, Ариэля, Умбриэля), он не дал Тритону названия. Впервые название «Тритон» упоминается в 1880 году в трудах Камиля Фламмариона, однако это название было принято много лет спустя. Тритон называли просто Спутником Нептуна вплоть до 1949 года, когда был открыт второй спутник планеты — Нереида.

## Орбита
Тритон имеет необычную орбиту. Она сильно наклонена к плоскостям эклиптики и экватора Нептуна. По ней Тритон движется в направлении, обратном вращению Нептуна, что делает его единственным крупным спутником в Солнечной системе с ретроградным движением. У орбиты Тритона есть ещё одна особенность: она представляет собой почти правильную окружность.
Особенности строения и орбитального движения Тритона позволяют предположить, что он возник в поясе Койпера как отдельное небесное тело, похожее на Плутон, и позднее был захвачен Нептуном. Расчёты показывают, что обычный гравитационный захват был маловероятен. По одной из гипотез, Тритон входил в состав двойной системы, в этом случае вероятность захвата повышается. По другой версии, Тритон затормозился и был захвачен потому, что «задел» верхние слои атмосферы Нептуна.
Приливное воздействие постепенно привело его на орбиту, близкую к окружности, при этом выделялась энергия, расплавлявшая недра спутника. Поверхность застывала быстрее, чем недра, а затем, по мере замерзания и расширения водяного льда внутри спутника, поверхность покрывалась разломами. Возможно, что захват Тритона нарушил систему спутников, уже существовавшую у Нептуна, на что может указывать необычная орбита Нереиды.
По одной из гипотез, приливное взаимодействие Нептуна и Тритона разогревает планету, благодаря чему Нептун выделяет больше тепла, чем Уран. В результате Тритон постепенно приближается к Нептуну; когда-нибудь он войдёт в предел Роша и его разорвёт на части — в этом случае образовавшееся кольцо вокруг Нептуна будет более мощным, чем кольца Сатурна.

## Физические характеристики
Тритон — седьмой по величине естественный спутник в Солнечной Системе. Обладая диаметром в 2706 км, он больше крупнейших карликовых планет — Плутона и Эриды. Масса Тритона равна 2,14⋅1022 кг, что составляет 99,5 % от суммарной массы всех известных на данный момент спутников Нептуна. Плотность спутника равна 2,061 г/см3. Вторая космическая скорость — 1,455 км/с.
Для наблюдателя с Земли средний видимый блеск Тритона составляет 13,47m, отчего Тритон с нашей планеты может быть обнаружен только при помощи достаточно крупного телескопа. Абсолютная звёздная величина спутника тем не менее составляет −1,2m, что вызвано высоким альбедо.

### Атмосфера
Несмотря на крайне низкую температуру поверхности, Тритон имеет разреженную атмосферу. Она состоит из азота с небольшими примесями метана и угарного газа, формируясь благодаря сублимации газа из поверхностного льда, вызываемой прогревом южного полушария Тритона. Таким образом, атмосфера Тритона практически идентична атмосфере Плутона.
Атмосферное давление, измеренное «Вояджером-2» в 1989 году у поверхности, колебалось в пределах от 15 до 19 микробар, что составляло примерно 1/70000 от давления земной атмосферы на уровне моря. Однако последнее исследование атмосферы Тритона, проведённое в марте 2010 года, показало, что значение атмосферного давления возросло почти в четыре раза с 1989 года и в настоящее время равно 40—65 микробар.
Турбулентность на поверхности Тритона создаёт тропосферу высотой до 8 километров. Полосы на поверхности Тритона, возникающие благодаря шлейфам гейзеров, позволяют предположить, что на Тритоне существуют сезонные ветра, способные приводить в движение частицы вещества размером до микрометра. В отличие от других атмосфер, у Тритона отсутствует стратосфера, но есть термосфера высотой от 8 до 950 км и далее экзосфера. Из-за солнечной радиации и магнитосферы Нептуна температура верхних слоёв атмосферы составляет 95 ± 5 К, что выше, чем на поверхности спутника. Дымка, пронизывающая атмосферу Тритона, считается состоящей в основном из углеводородов и нитрилов из-за солнечной радиации, нагревающей метановые льды, тем самым заставляя газ испаряться. На высоте 1—3 км также присутствуют азотные облака протяжённостью около 100 км.
В 1997 году проводились наблюдения за Тритоном с Земли, когда тот  затенял собой удалённые звёзды. Они указали на наличие более плотной атмосферы по сравнению с той, которую исследовал «Вояджер-2»; также было зафиксировано повышение температуры на 5 % с 1989 по 1998 год. Таким образом, учёные выяснили, что на Тритоне наступает необычно тёплый летний сезон, который бывает лишь раз в несколько сотен лет. Объясняющие это потепление теории включают в себя изменения морозных узоров на поверхности Тритона и изменение альбедо, что позволит поглощать больше солнечного тепла. Одна из таких теорий также утверждает, что изменения в температуре являются результатом осаждения тёмно-красного вещества, вырывающегося в космос из-за геологических процессов.
Считается, что ранее Тритон имел более плотную атмосферу.

### Поверхность
Поверхность Тритона покрыта метановым и азотным льдами, поэтому хорошо отражает солнечный свет. Во время пролёта «Вояджера» бо́льшую часть южного полушария покрывала полярная шапка.
Средняя температура поверхности Тритона составляет 38 К (−235 °C). Это настолько холодная поверхность, что азот, вероятно, оседает на ней в виде инея или снега. Таким образом, Тритон, предположительно, является самым холодным объектом в Солнечной системе из тех, что обладают геологической активностью.
Вблизи экватора на обращённой к Нептуну стороне Тритона обнаружены по крайней мере два (а возможно и больше) образования, напоминающие замёрзшее озеро с террасами на берегах с высотой ступеней до километра. Их возникновение, по-видимому, связано с последовательными эпохами замерзания и плавления, с каждым разом охватывавшими всё меньший объём вещества. Даже в условиях поверхности Тритона метановый или аммиачный лёд недостаточно прочны, чтобы удерживать такие перепады высот, поэтому полагают, что в основе террас лежит водяной лёд. Не исключено, что в результате приливного взаимодействия на Тритоне в течение миллиардов лет могла существовать жидкость.
Южная полярная шапка из розового, жёлтого и белого материала занимает значительную часть южного полушария спутника. Этот материал состоит из азотного льда с включениями метана и монооксида углерода. Слабое ультрафиолетовое излучение от Солнца действует на метан, вызывая химические реакции, приводящие к появлению розовато-жёлтой субстанции.
Как и на Плутоне, на Тритоне азотные льды покрывают около 55 % поверхности, 20—35 % приходится на водяной лёд и 10—25 % на сухой лёд. Также поверхность Тритона (в основном в южной полярной шапке) покрыта незначительными количествами замёрзших метана и угарного газа — 0,1 % и 0,05 % соответственно.
На поверхности Тритона мало ударных кратеров, что говорит о геологической активности спутника. По мнению ряда исследователей, возраст поверхности Тритона не превышает 100 млн лет. В полученных «Вояджером-2» данных было зафиксировано всего 179 кратеров, ударное происхождение которых не подвергается сомнению. Для сравнения, на Миранде, спутнике Урана, зафиксировано 835 кратеров, при этом площадь поверхности Миранды составляет 3 % от площади поверхности Тритона. Самая большая из найденных ударных структур на Тритоне, названная «Мазомба», имеет диаметр 27 км. При всём этом на Тритоне обнаружено множество огромных кратеров (некоторые размерами больше «Мазомбы»), происхождение которых связано с геологической активностью, а не со столкновениями.
Большинство кратеров Тритона сконцентрировано в том полушарии, которое смотрит по направлению движения. Учёные ожидают найти меньшее количество кратеров на полушарии Тритона, смотрящем против движения. Как бы то ни было, «Вояджер-2» исследовал только 40 % поверхности Тритона, поэтому в будущем вполне возможно нахождение гораздо большего числа ударных кратеров ещё больших размеров, чем «Мазомба».
На поверхности Тритона (в основном в западном полушарии) довольно большую площадь занимает уникальная местность, рельеф на которой напоминает дынную корку. В Солнечной системе такая поверхность не встречается больше нигде. Она так и называется — Местность дынной корки (англ. Cantaloupe terrain). На Местности дынной корки количество ударных кратеров невелико, однако эта местность считается древнейшей на спутнике. Здесь встречаются огромные круглые структуры размерами 30—40 км в диаметре, однако их происхождение не связывают с ударными столкновениями, так как эти структуры приблизительно одинаковых размеров, имеют кривую форму, гладкие высокие края (ударные кратеры в большинстве своём имеют круглую форму, их края пологие и сглаженные). Их происхождение связывают с таким явлением, как диапир.
Насчёт происхождения Местности дынной корки существует несколько теорий. Самая распространённая связывает её происхождение с мощной криовулканической активностью, последующим затоплением местности и остыванием. После затвердевания лёд расширялся и трескался.

### Криовулканизм
В области полярной шапки имеются многочисленные тёмные полосы (около 50). По меньшей мере две из них являются результатами действия гейзероподобных выбросов (см. Криовулканизм), остальные, скорее всего, — тоже. Азот, пробиваясь сквозь отверстия во льду, выносит пылевые частицы на высоту до 8 км, откуда они, снижаясь, могут распространяться шлейфами на расстояния до 150 км. Все они тянутся в западном направлении, что говорит о существовании преобладающего ветра. Источники энергии и механизм действия этих выбросов ещё непонятны, но то, что они наблюдаются в широтах, над которыми Солнце находится в зените, позволяет предположить влияние солнечного света.

### Вероятный подповерхностный океан
По расчётам группы астрофизиков под руководством Сасваты Хиер-Маджумдер (Saswata Hier-Majumder) из университета штата Мэриленд в городе Колледж-Парк, жидкий океан из смеси аммиака и воды может существовать на Тритоне в том случае, если его первоначальная орбита была достаточно вытянутой. Хиер-Маджумдер и его коллеги сомневаются, что в этом океане могла зародиться жизнь в «земном» смысле этого слова — средняя температура воды в нём не может превышать 176 К (−97 °С). Как предполагают исследователи, такой сценарий представляется весьма вероятным — за несколько миллиардов лет эллиптическая орбита Тритона могла постепенно превратиться в почти идеальный круг, по которому он вращается сегодня. В таком случае жидкий океан под поверхностью Тритона может просуществовать более 4,5 миллиарда лет без замерзания.

## Исследования
Орбитальные характеристики Тритона были определены ещё в XIX веке. Было открыто его ретроградное движение и очень большой наклон орбиты по отношению к экватору Нептуна и эклиптике. О самом Тритоне вплоть до XX века не было известно практически ничего. Попытка измерить диаметр спутника была предпринята Джерардом Койпером в 1954 году. Первоначально диаметр был оценён в 3800 км. Последующие измерения давали значения от 2500 до 6000 км. Лишь в 1989 году, с помощью аппарата «Вояджер-2», было наконец получено точное значение — 2706,8 км.
Начиная с 1990-х годов, с земных обсерваторий начались наблюдения покрытий Тритоном звёзд, что позволило изучать свойства его разреженной атмосферы. Исследования с Земли показали, что атмосфера Тритона плотнее, чем показали измерения «Вояджера-2». Было также открыто повышение температуры атмосферы на Тритоне на 5 %. Это связывают с наступлением летнего периода, так как с повышением температуры растёт количество испаряющихся с поверхности газов.
«Вояджер-2» пока остаётся первым и единственным космическим аппаратом, который исследовал Тритон вблизи. Это происходило в июле-сентябре 1989 года.
Во второй четверти XXI века изучение Тритона должно будет возобновиться, для этого NASA запланировало миссию Triton Hopper.

## Тритон в искусстве
Спутник упоминается в различного рода произведениях, как промежуточная база между Солнечной Системой и остальным миром.
- Фильм «Туманность Андромеды»
- Действие фантастического фильма 1985 года Чудовище происходит на Титане.
- В романе «Туманность Андромеды» (1957) на Тритоне располагались «станция звездолётов» и «карантинный санаторий» с ваннами и концертными залами. Природу Тритона характеризует «стосемидесятиградусный мороз» и «снег из замёрзшего аммиака»
- Космические Дальнобойщики
- компьютерная игра Descent и её продолжения